# Радилово
Рáдилово е село в Южна България. То се намира в община Пещера, област Пазарджик.

## География
Селото се намира на 14-ия километър по пътя между Пазарджик и Пещера. Разположено е в Родопите. Река Джурковица, наричана от някои Пишманка, дели селото на 2 части – Старата махала на север и Новата махала на юг. Надморската височина на селото е 405,6 метра при училището.
Землището на селото граничи с тези на селата Капитан Димитриево на север, Бяга на изток, Пещера на югозапад и Дебращица на запад.
Местностите в землището на село Рáдилово са около 200 – Перперяк, Клъпатаница, Арабска скала, Вийовица, Дуроданица (или Дурданица), Куманица, Урсолово, Къндръта, Потом, Шлямника, Въбела, Юрта, Капил, Упъта, Сора нива, Чилински връх, Камилища ,Сакарица и др.
Имената са свързани с някои традиционни разбирания на населението за обкръжаващите ги места, като например Сора нива и Капил най-вероятно са били места за общоселски ритуали като начало на жътвата, оротници и други. На такива места е имало капища, на които Българите правят курбани на празниците си. Наименованието Урсолово е производно на латинската дума „Урсa“ (мечка) откъдето вероятно през власите живели в региона е дошло и наименованието.

## История
Селото по-рано е носило друго име. Още преди турско се е наричало Войново. Възможно е това име да иде от войниците, охранявали някогашния стар път на прохода за Беломорието. Предполага се, че това е било в първите години на османската власт. Предполага се също, че днешното име на селото произлиза от името на дядо Ради, който в опита си да избяга от турците бяга в тази местност и я нарича „Земя рай“. По късно на негово име е кръстено името на селото – Рáдилово.
Населението на селото през Априлското въстание е било 1000 души според „Юбилейна книга“ на Йерелиев и Петлешков – 1926 г. След освобождението 1887 г. то е било 1435 души, 1890 нараства на 1514, 1920 г. – 1914 души, 1926 г. – 2212 души, 1940 г. – 2536 души, 1950 г. – 2802 души, 1955 г. – 2716 души. Дотогава, въпреки войните, изселванията и др., населението нараства. Оттам нататък започва да намалява.
Близостта на селото с Батак, Брацигово, на пътя към Панагюрище и Копривщица, по естествен път го свързва с Априлското въстание. Всички организационни и революционни дейности са ставали с дейното участие на хората от Рáдилово, за което е споменато в книгите на Захари Стоянов, Георги Божинов и други.
В района на селото животът си загубва Алеко Константинов. Вечерта на 11-ти май 1897, на връщане от Пещера към Пазарджик, той и депутатът Михаил Такев се отбиват за кратка почивка в село Радилово. Минути след като напускат селото, им е устроена фаталната засада и заговорниците убиват Алеко вместо Михаил. Подбудител на нападението се оказва кметът на село Радилово, Петър Минков.

## Религии
Селото е православно. Църквата „Свети Теодор Тирон“ в селото е реставрирана, построени са нови помещения към нея за библиотекарска дейност. Хорът на миряните от селото също развива дейност.
Всички събития, свързани с православната религия, се радват на многобройни посещения, включително и от много гости, дошли специално за тях.

## Редовни събития
Всяка година на 6 май Гергьовден се провежда събор на селото.
На Никулден – 6 декември, голяма част от селото се събира на „Никулска черква“, където се служи църковна служба.

## Личности
- Тодор Банчев Хайдутина

## Галерия
- Пътят на влизане в с. Радилово
- Общината на с. Радилово
- Улица „Тодор Банчев“
- Гербът на село Радилово